# 西纳尼丁·法基·优素福帕夏
西纳尼丁·法基·优素福帕夏是奥斯曼帝国的一位政治家。他曾在1349年至1364年间担任奥斯曼帝国的大维齐尔（首相）。他是素丹奥尔汗一世的最后一位大维齐尔也是素丹穆拉德一世的第一位。
奥尔汗一世1360年的一份题词中提到，西纳尼丁·法基·优素福帕夏的父亲名为“穆斯利胡丁·穆萨”，其祖父名为“梅杰迪丁·伊萨”。
他去世后，前首席大法官（قاضي عسکر ，kazasker）钱达尔勒·卡拉·哈利勒·海雷丁帕夏成为大维齐尔，开启了奥斯曼帝国的“钱达尔勒时代”，显赫的钱达尔勒家族出了几代的大维齐尔，把持了巨大的政治权力。